# Ципнари
Ципнари (груз. წიფნარი) — село в Грузии, на территории Чохатаурского муниципалитета края (мхаре) Гурия.

## География
Село находится в западной части Грузии, к югу от реки Хевисцкали, на расстоянии приблизительно 2 километров (по прямой) к востоко-северо-востоку от посёлка городского типа Чохатаури, административного центра муниципалитета. Абсолютная высота — 260 метров над уровнем моря.

## Население
По результатам официальной переписи населения 2014 года, в Ципнари проживал 281 человек (126 мужчин и 155 женщин). В национальной структуре населения грузины составляли 99,6 %, русские — 0,4 %.
| Год  | Население, человек |
| ---- | ------------------ |
| 2002 | 382                |
| 2014 | ↘ 281              |